# جزیره هرون
جزیره هرن (به انگلیسی: Heron Island) یک جزیره در کوئینزلند استرالیا است که در جنوب دیواره بزرگ مرجانی واقع شده‌است.

## خصوصیات

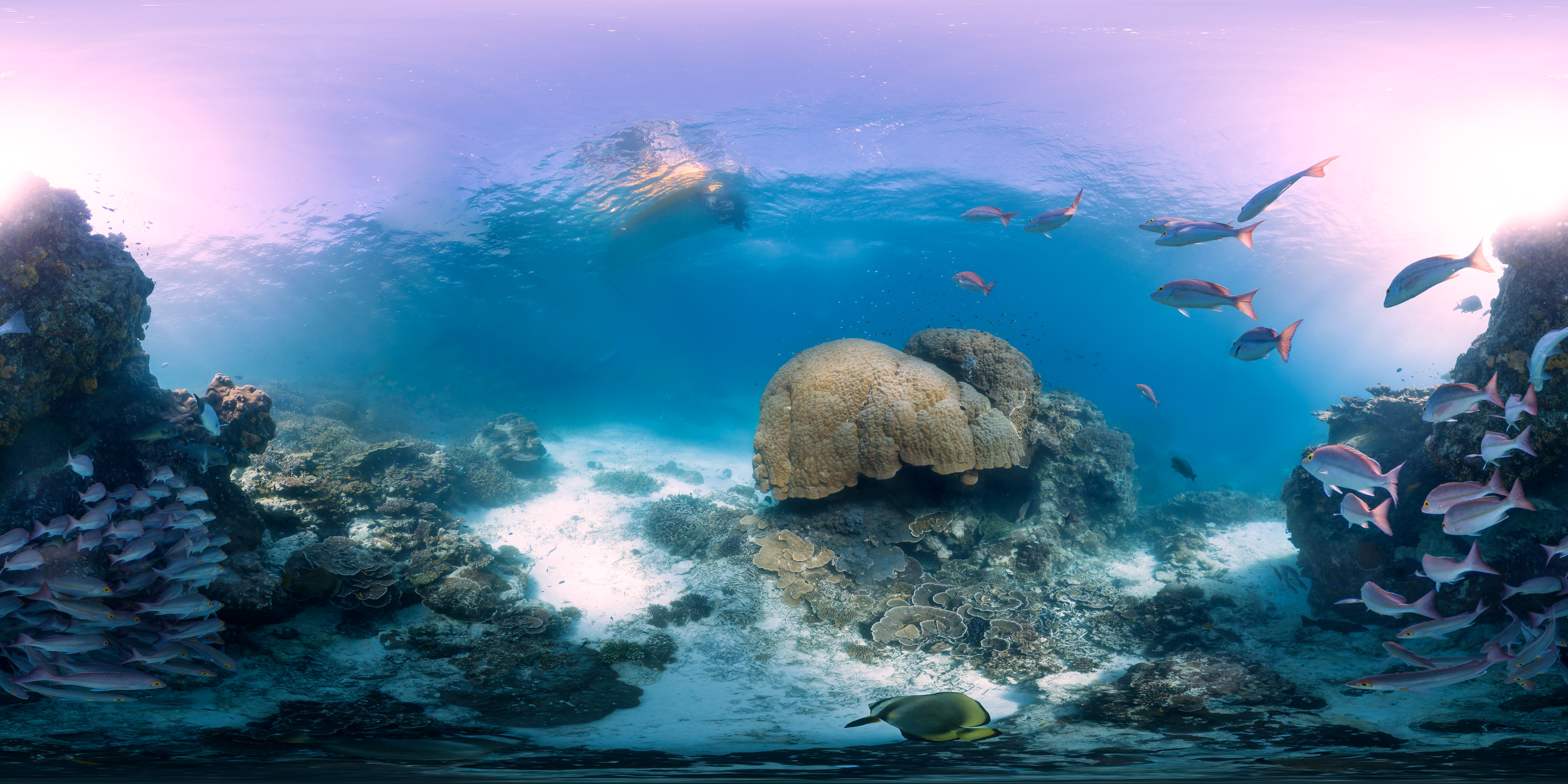
نگاره‌ای از صخره‌های مرجانی نزدیک جزیره هرن

جزیره هرن ۳٫۶ متر بالاتر از سطح دریا واقع شده‌است.